# Дусе
Дусе (фр. Doussay) насеље је и општина у западној Француској у региону Поату-Шарант, у департману Вијена која припада префектури Шателро.
По подацима из 2011. године у општини је живело 646 становника, а густина насељености је износила 23,84 становника/km². Општина се простире на површини од 27,1 km². Налази се на средњој надморској висини од 83 метара (максималној 141 m, а минималној 70 m).

## Демографија
| 1962. | 1968. | 1975. | 1982. | 1990. | 1999. | 2011. |
| ----- | ----- | ----- | ----- | ----- | ----- | ----- |
| 564   | 649   | 603   | 574   | 565   | 537   | 646   |

График промене броја становника у току последњих година